# Inle-tó
Az Inle-tó Mianmar 2. legnagyobb tava, Shan szövetségi államban.
Területe 116 km², 22 km hosszú és átlagosan 11 km széles. A száraz évszakban az átlagos vízmélység 2,1 méter. Jellegét tekintve polimiktikus tó.
Kb. 880 méter magasságban fekszik, az állam székhelyéhez, Taunggyihez közel eső völgyben, Mandalaytől légvonalban kb. 200 km-re délkeletre. Az 1000-1500 méter magas hegyekkel körülvett tó partja és szigetei 17 falunak adnak otthont.
A hagyományos bambuszházak jó része cölöpökön áll. A cölöpházakban élő nép egyedi módszert fejlesztett ki arra, hogy a tó sekély vizéből kinyerje mindennapi élelmét. Az úszó farmok vagy kertek telepítése a vízi növényzet gyűjtésével és szárításával kezdődik, majd ezt az alapot bambuszkeretek közé fektetik a vízre. Bambuszrudak rögzítik a kerteket az 1,5-2 méter mély meder aljához. 60-70 cm termőföldet hordanak rá, bepalántázzák, ladikból kapálják, metszik, kötözik a veteményeket, mintha csak a szárazföldön lennének.
A tó vizében az ún. lábevezős emberek halászgatnak, akik egyik lábukra evezőt csatolva hajtják csónakjaikat. E halászok a hosszú csónak farában állnak, egyik lábukkal eveznek, így mindkét kezük szabad marad. Figyelik a hínárok között megbúvó halakat és a kúp alakú halászkosarat a szájával lefelé a vízbe mártják, a lábukkal a víz alatt tartják, közben egy hosszú rúddal menekülésre késztetik a felfedezett halrajt, amelyek belegabalyodnak a kosár hálójába. A halász lábujjára tekert zsinór jelzi, mikor emelheti ki a zsákmányt a vízből.
Rengeteg vízimadár van errefelé. 1985 óta védett terület e madárrezervátum.
A tó idegenforgalmi szempontból jelentős. Csodálatos természeti környezetben fekszik. 
Partjain buddhista templomok és sztúpák sorakoznak. A leghíresebb burmai pagodák egyike itt van Ivamában (Phaung Dó U). A 160 éves, kegytárgyakkal teli Nga Phe Kyaung-kolostor szintén érdekes. Az itteni macskákat arra idomítják a szerzetesek, hogy jutalomért cserébe karikán ugorjanak át.
A tavi piac egyike a fő látványosságoknak, ahol az eladás csónakokból zajlik le. Sok hegyi törzs is lehozza ide a portékáit.

## Galéria

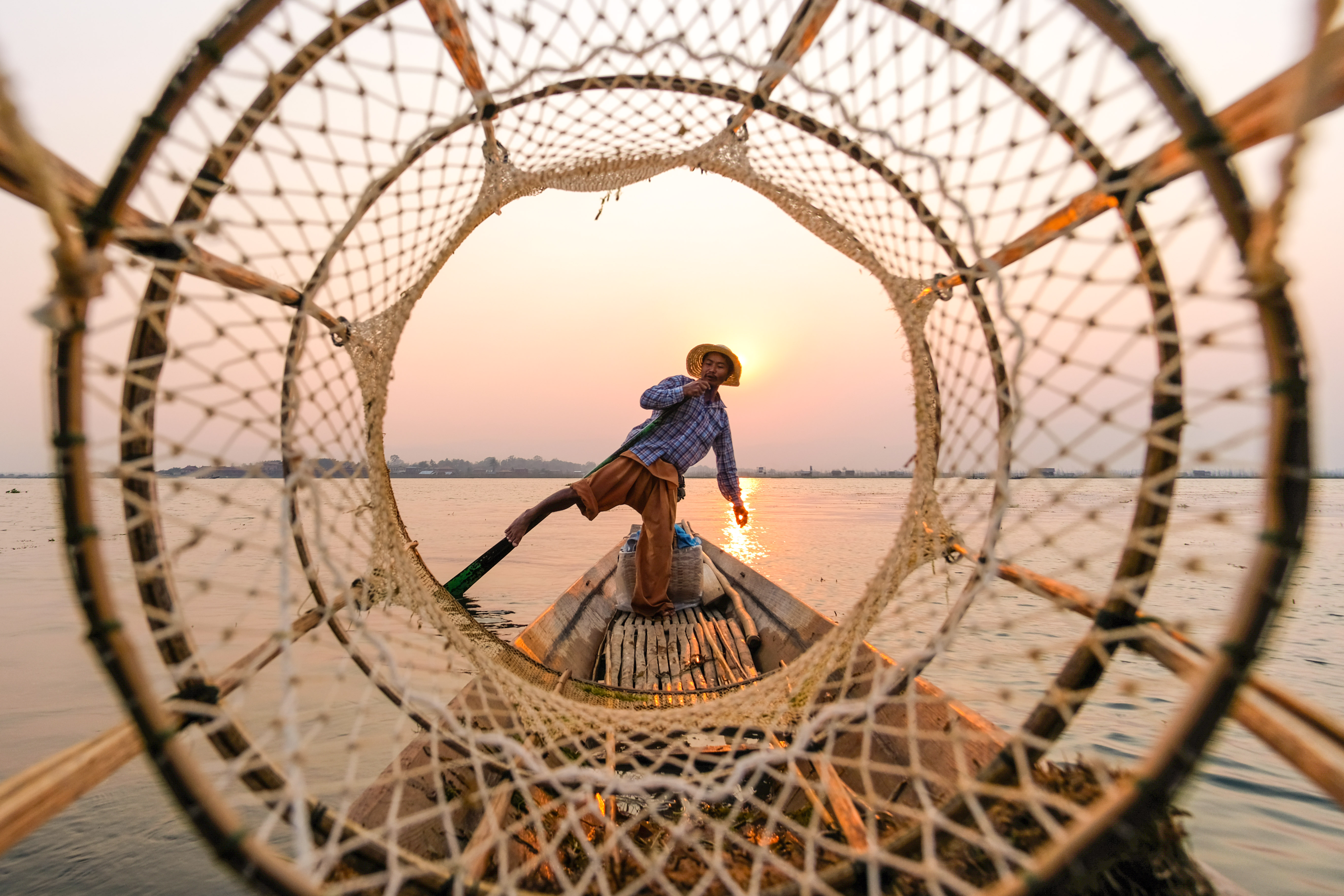
Lábbal evező halász a kúpos kosarán keresztül nézve
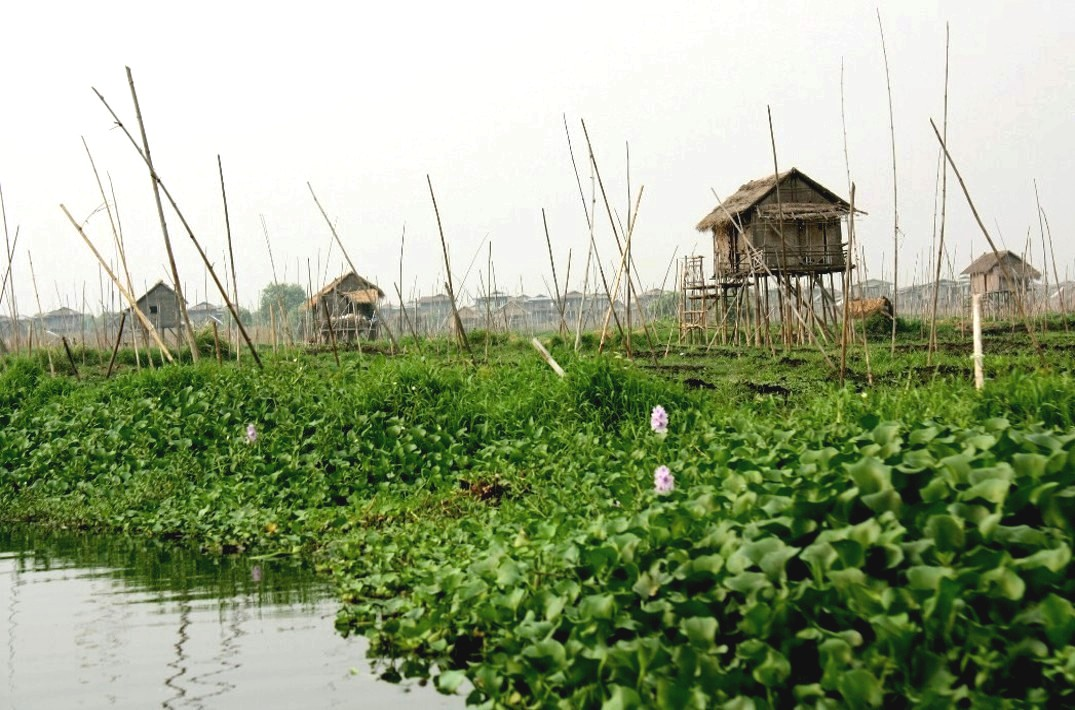
Úszó kert cölöpházakkal
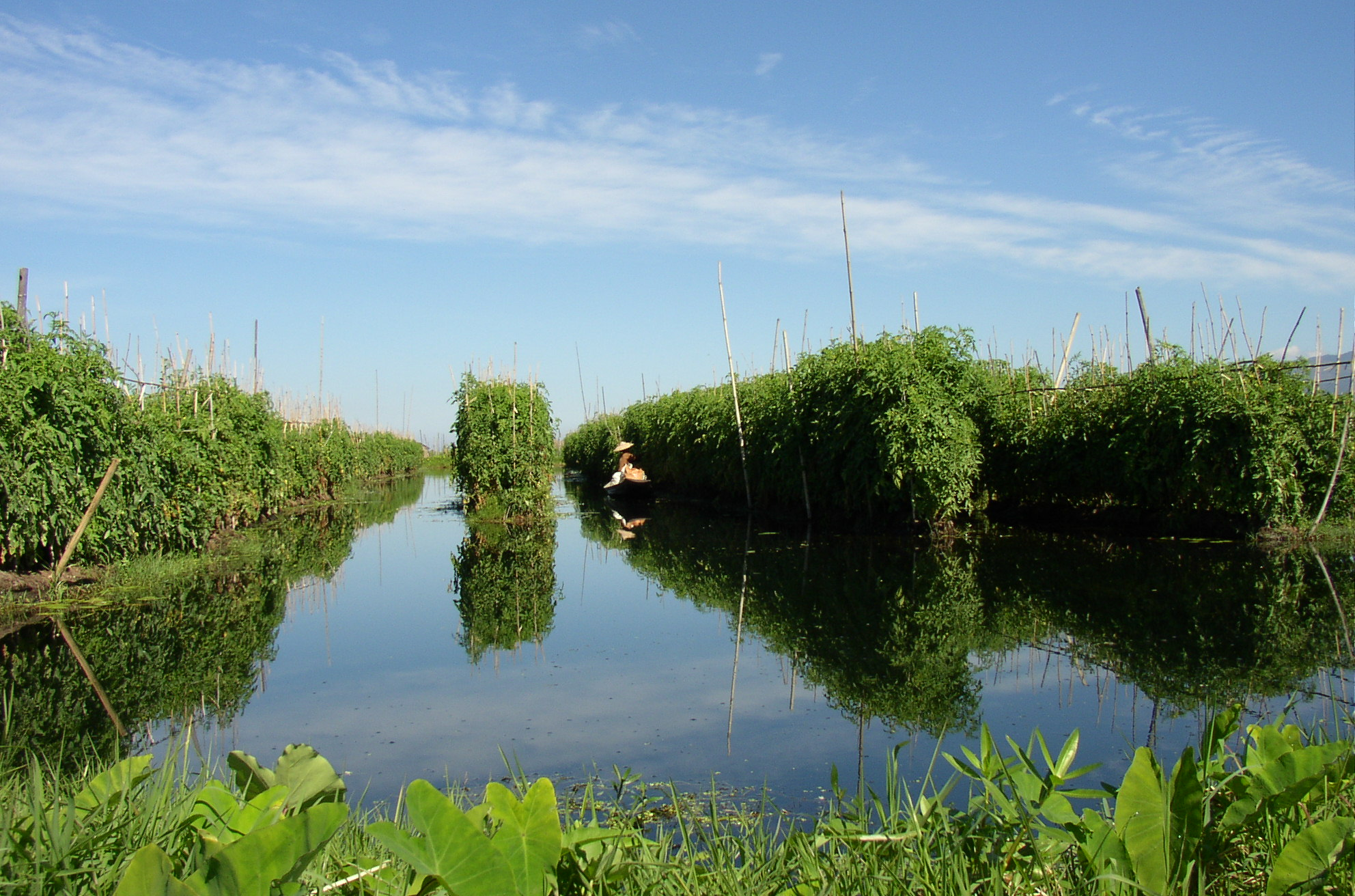
Úszó kertek (paradicsom)
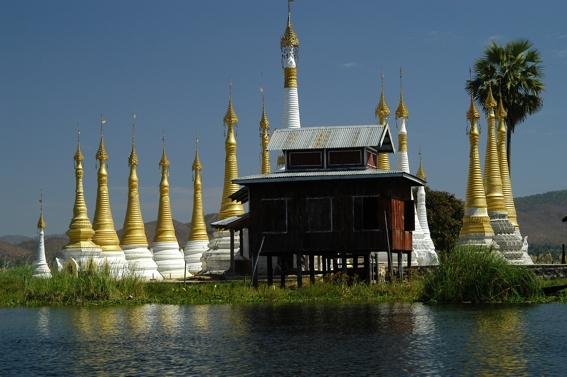
Kolostor
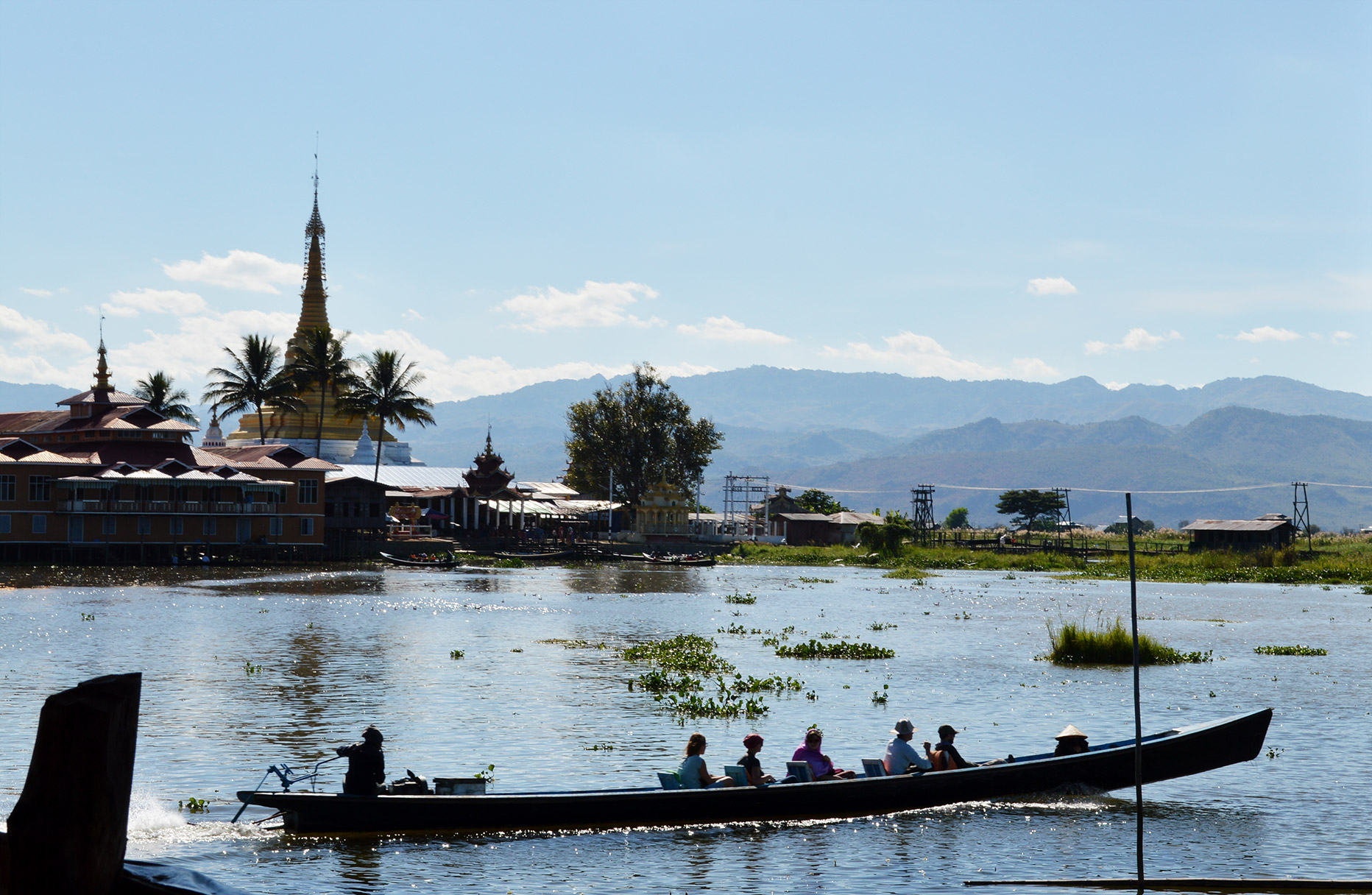
Tóparti kép egy pagodával

## Fordítás
Ez a szócikk részben vagy egészben  a   Lake Inle című angol Wikipédia-szócikk fordításán alapul.  Az eredeti cikk szerkesztőit annak laptörténete sorolja fel. Ez a jelzés csupán a megfogalmazás eredetét és a szerzői jogokat jelzi, nem szolgál a cikkben szereplő információk forrásmegjelöléseként.